# Olympia (The Sound of My Nation)
Olympia (The Sound of My Nation) è il quarto singolo estratto dall'album Fuoco e fiamme dei Finley.
La canzone ha accompagnato i pugili italiani al loro ingresso alle Giochi della XXX Olimpiade.